# Johan Stenhammar

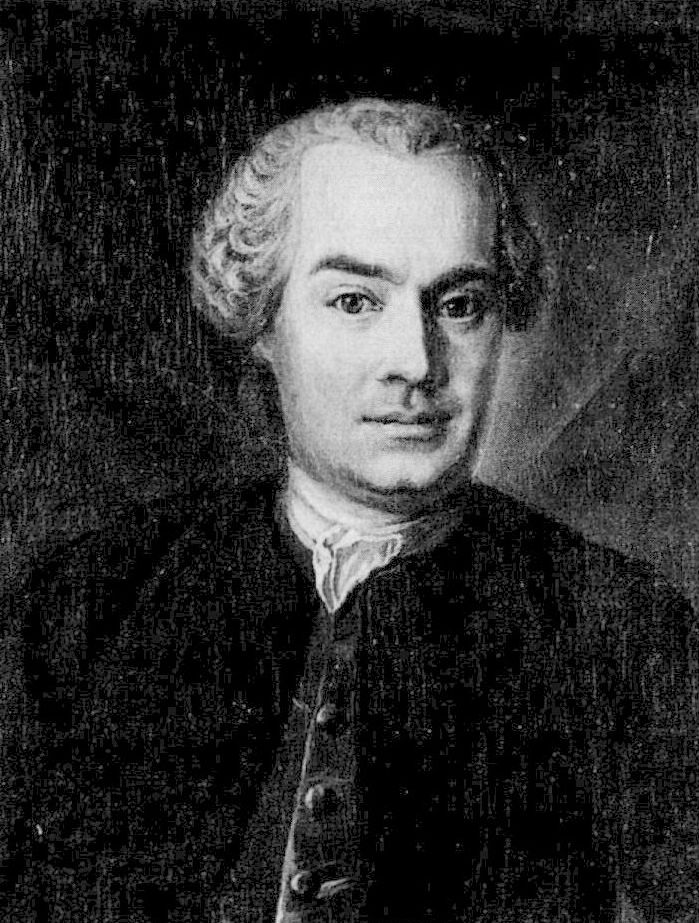
Johan Stenhammar

Johan Stenhammar (Västra Ed in Kalmar län, 17 juni 1769 - Uppsala, 31 januari 1799) was een Zweeds dichter. In 1797 werd hij verkozen tot lid van de Zweedse Academie, waar hij ter opvolging van Johan Henric Kellgren zetel 4 innam. Hij was de zoon van proost Adolph Stenhammar en Anna Sophia Mozelius. Zelf bleef hij echter ongehuwd. Zijn broer Matthias Stenhammar (1766-1845) was priester, schreef psalmen en was lid van de Zweedse Rijksdag.